# Plagiohammus lunaris
Plagiohammus lunaris là một loài bọ cánh cứng trong họ Cerambycidae.